# Sochocin
Załuski ist eine Stadt und Sitz der gleichnamigen Gemeinde im Powiat Płoński der Woiwodschaft Masowien, Polen. 1385 wurden die Stadtrechte erstmals vergeben, 1870 vom russischen Staat entzogen und zum 1. Januar 2021 wiederverliehen.

## Gemeinde
Zur Stadt-und-Land-Gemeinde Sochocin gehören 28 Ortschaften mit einem Schulzenamt:
Baraki
Biele
Bolęcin
Budy Gutarzewskie
Ciemniewo
Drożdżyn
Gromadzyn
Gutarzewo
Idzikowice
Jędrzejewo
Kępa
Koliszewo
Kołoząb
Kondrajec
Kolonia Sochocin
Kuchary Królewskie
Kuchary Żydowskie
Milewo
Niewikla
Podsmardzewo
Rzy
Smardzewo
Sochocin
Ślepowrony
Wycinki
Wierzbówiec
Żelechy